# Bert McDonald
Bertram Hector « Bert » MacDonald parfois erronément Bernhard MacDonald (né le 25 mai 1902 à Kings Norton et décédé le 28 décembre 1965 à Wellesbourne) est un athlète britannique spécialiste du demi-fond. Son club était le Birchfield Harriers.

## Biographie

### Palmarès
| Date | Compétition           | Lieu  | Résultat | Épreuve            | Performance |
| ---- | --------------------- | ----- | -------- | ------------------ | ----------- |
| 1924 | Jeux olympiques d'été | Paris | 2e       | 3 000 m par équipe | 14 pts      |

### Records
| Épreuve      | Performance  | Lieu | Date |
| ------------ | ------------ | ---- | ---- |
| 1 500 mètres | 4 min 01 s 2 |      | 1923 |
| 3 kilomètres | 8 min 44 s 0 |      | 1924 |